# Carano di Macedonia
Carano o Karanos (in greco antico: Καρανός?, Karanós; IX secolo a.C. – VIII secolo a.C.) fu il leggendario primo re della Macedonia.
Fu riportato per la prima volta dallo storico greco Teopompo. Secondo Eusebio, si insediò in Macedonia precedentemente alla prima olimpiade (776 a.C.) e regnò per 30 anni. facendo di Aigai la capitale del regno, secondo la testimonianza di Giustino, che a sua volta cita Marsia di Pella.

## Il mito

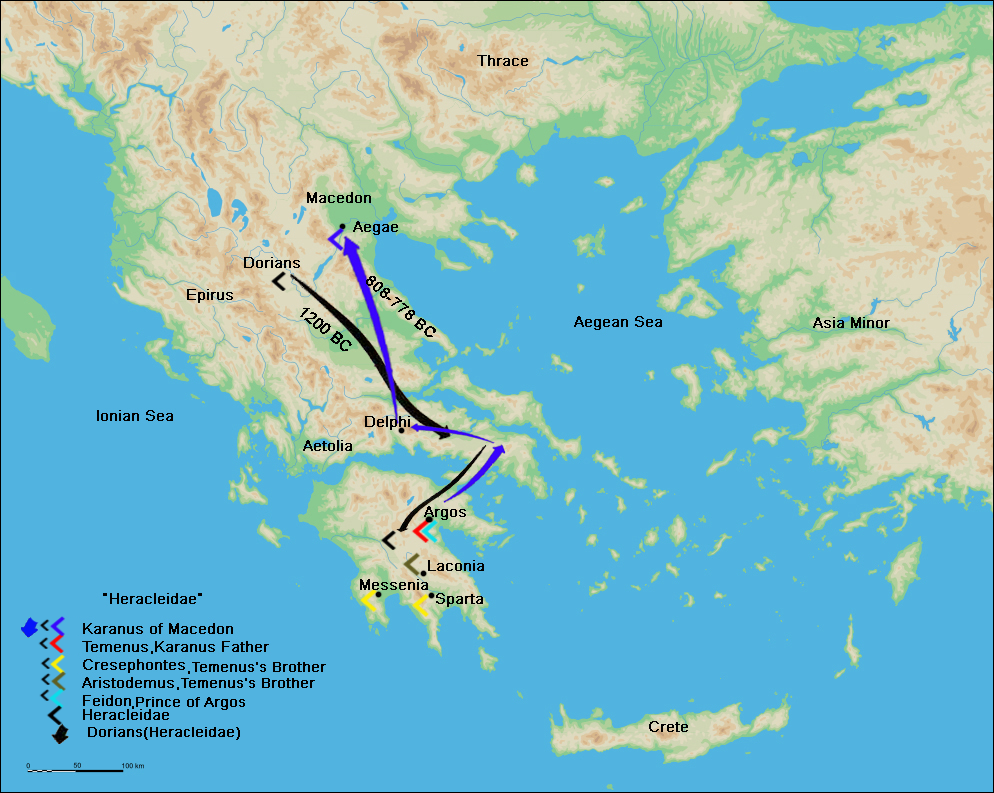
Mappa col percorso del viaggio di Carano, indicato in blu.

Carano era uno dei figli di Temeno, capo dei Dori e in seguito re di Argo. Alla morte del padre i vari principi si riunirono per discutere chi dovesse essere il suo successore. Uno di loro, Fedone, riuscì a sconfiggere tutti gli altri pretendenti ottenendo così il trono. Carano allora decise di cercarsi un nuovo regno, dove anche lui avesse potuto essere il re, non prima però di aver consultato l'oracolo di Delfi. «Tu troverai il tuo regno laddove troverai abbondanza di animali domestici e selvatici» – fu il responso.
Perciò Carano e il suo seguito si mossero verso nord, in cerca di terra adatta per stabilire il suo nuovo regno. Infine, scoprì una verde valle, con una grande quantità di selvaggina e capre, dopodiché pensò che la profezia della Pizia era stata adempita. In quel luogo vi costruì una città che chiamò Ege, (che in greco significa capre), l'attuale Vergina, un sito di consistente attività archeologica, come dimostrano i numerosi e importanti ritrovamenti riportati alla luce.
Secondo Giustino citando Marsia di Pella:
Secondo il Chronicon di Eusebio: